# 刘辟强 (河间王)

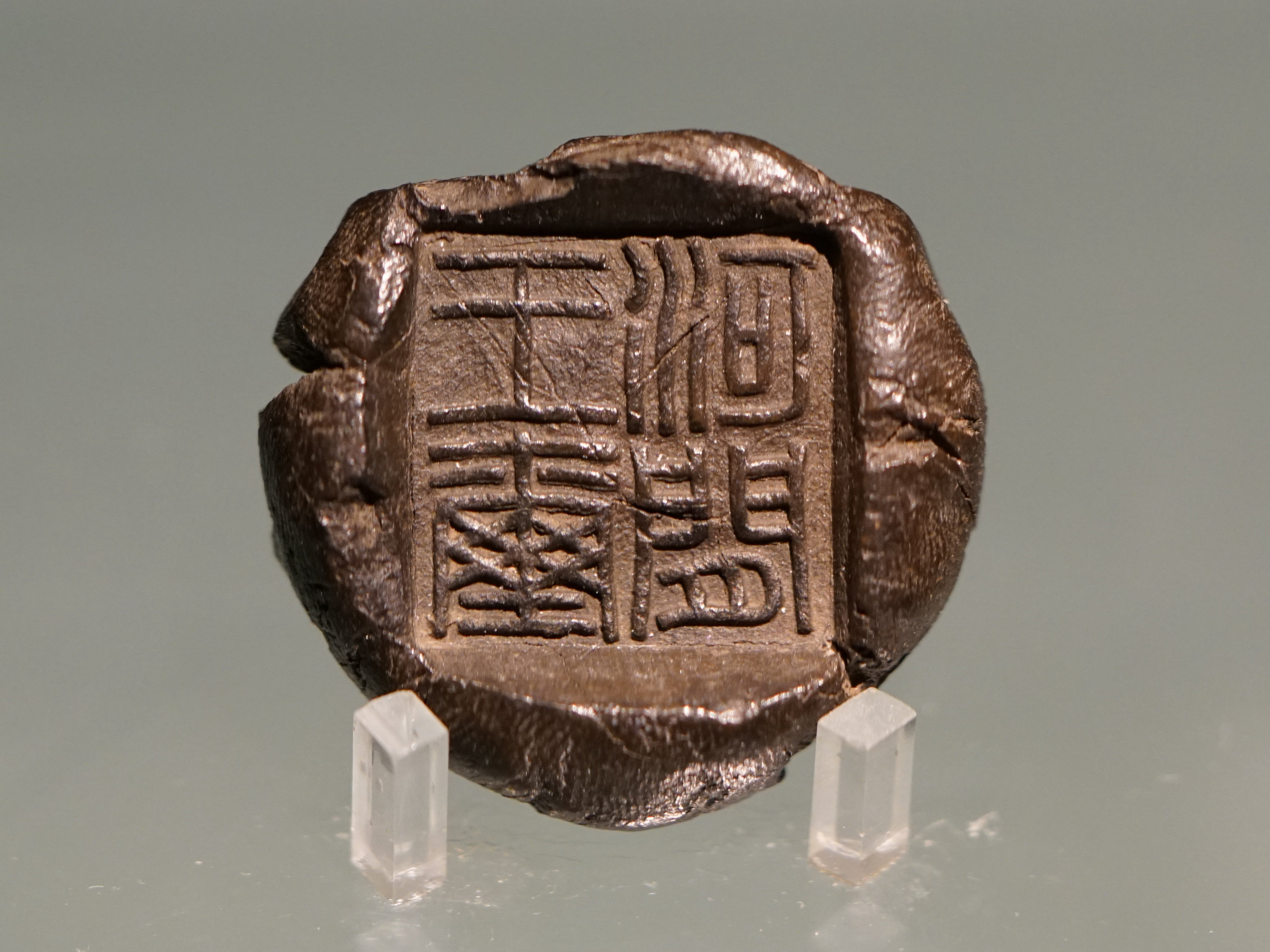
“河间王玺”封泥（上海博物馆藏）

刘辟强（？—前166年），汉高祖孙，赵幽王刘友子。汉文帝立，复封刘辟强兄长刘遂为赵王。二年（公元前179年），以平诸吕之功，以赵国河间郡封刘辟强为河间王。立十三年薨，谥文王，子刘福嗣。

## 註解
1. ↑  《汉书》卷四：乃遂立辟彊為河間王，章為城陽王，興居為濟北王。

| 前任： 首任 | 西汉河间王 前179年—前166年 | 繼任： 刘福 |